# Spaviero
Spaviero is een historisch merk van motorfietsen.
Italiaans merk dat van 1954 tot 1955 een beperkt aantal 98 cc-machines met kopklep-paralleltwins maakte.